# 马马迪·敦布亚

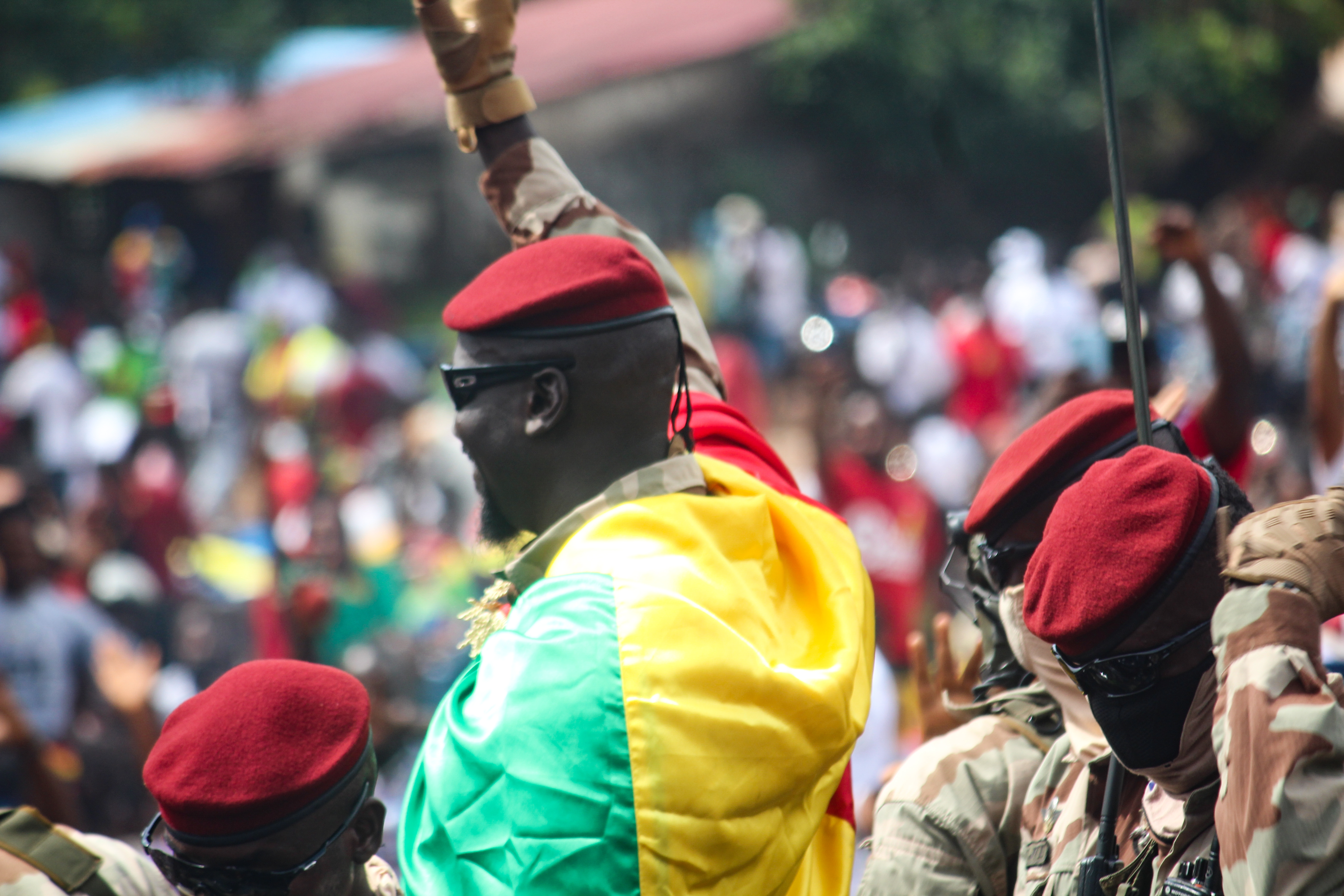

马马迪·敦布亚（1980年3月4日—），几内亚军事及政治人物，陆军上校军衔，2021年9月5日发动政变推翻了总统阿尔法·孔戴的统治。现任几内亚全国团结和发展委员会主席、临时总统。

## 生平
马马迪·敦布亚是曼丁哥人，1980年出生于几内亚康康大区。他曾在法国外籍兵团服役，期间最高军衔为下士。之后他回到几内亚，转入几内亚军队服役，并领导由总统阿尔法·孔戴创建的几内亚特种部队。由于曾经的海外经验，他曾率领部队在多个国家进行训练。2019年，他晋升为中校，次年又晋升为上校。
2021年9月5日，马马迪·敦布亚率领特种部队发动政变，推翻了总统孔戴，随后自任“全国团结和发展委员会”主席。在几内亚国家电视台的讲话中，敦布亚宣布解散政府并终止宪法，并称因为“国家的政治形势严峻、司法机构工具化、不尊重民主原则、公共行政的极端政治化以及贫困和腐败”使得全国团结和发展委员会不得不承担起自己的责任。他还引用加纳前总统杰瑞·罗林斯的一句话“如果人民被他们的精英压垮了，那么军队应该给人民自由”为政变辩护。
2021年10月1日，敦布亞宣誓就任临时总统。

## 个人生活
马马迪·敦布亚已與一名法國女士結婚，兩人育有三子。